# ژایرو کاستیو
ژایرو کاستیو (انگلیسی: Jairo Castillo؛ زادهٔ ۱۷ نوامبر ۱۹۷۷) بازیکن سابق فوتبال اهل کلمبیا است. او برای چندین باشگاه در کلمبیا، آرژانتین، اسپانیا، قبرس و اروگوئه بازی کرده است.
وی همچنین در تیم ملی فوتبال کلمبیا بازی کرده‌است.